# Calycopsis nematophora
Calycopsis nematophora is een hydroïdpoliep uit de familie Bythotiaridae. De poliep komt uit het geslacht Calycopsis. Calycopsis nematophora werd in 1913 voor het eerst wetenschappelijk beschreven door Bigelow. 